# Первомайський (Прокоп'євський округ)
Первома́йський (рос. Первомайский) — селище у складі Прокоп'євського округу Кемеровської області, Росія.

## Населення
Населення — 254 особи (2010; 334 у 2002).
Національний склад (станом на 2002 рік):
- росіяни — 86 %